# Carabodes subcarinatus
Carabodes subcarinatus är en kvalsterart som beskrevs av Sandór Mahunka och Luise Mahunka-Papp 2000. Carabodes subcarinatus ingår i släktet Carabodes och familjen Carabodidae. Inga underarter finns listade.